# Adrien Philippe
Pour les articles homonymes, voir Philippe.
Jean Adrien Philippe (La Bazoche-Gouet, Eure-et-Loir, 16 avril 1815 – Genève, Suisse, 5 janvier 1894) est un horloger français, cofondateur de la marque Patek Philippe, de Genève en Suisse.

## Biographie
Il est l'inventeur du remontoir des montres en 1842 et en est récompensé par une médaille d'or à l'exposition industrielle de 1844. Il rencontre à cette occasion Antoine Norbert de Patek avec qui il a, par la suite, un accord commercial.
Il meurt en 1894 et est inhumé au cimetière Saint-Georges de Genève.